# De Re aedificatoria

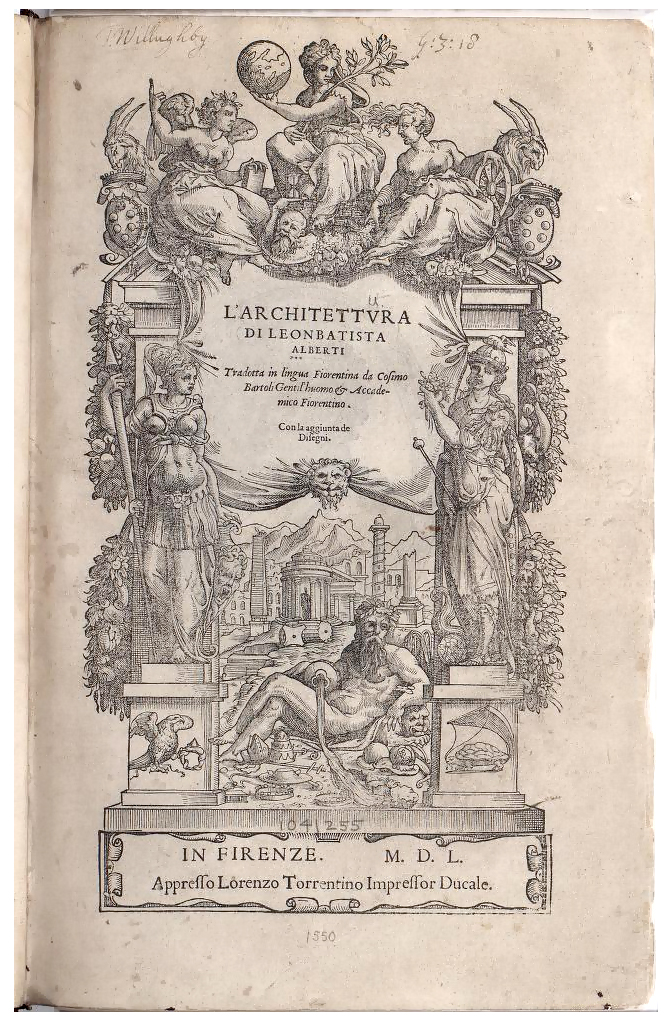
Capa de De re aedificatoria, dissenyada per Giorgio Vasari

De re aedificatoria (Sobre l'art de construir, en llatí) és un tractat arquitectònic clàssic escrit per Leon Battista Alberti entre el 1443 i el 1452. Malgrat dependre prou del De architectura de Vitruvi, fou el primer llibre teòric sobre arquitectura del Renaixement, i el 1485 es va convertir en el primer llibre imprés sobre arquitectura. El va seguir el 1486 la primera versió impresa de Vitruvi, que va establir les bases i la fonamentació teòrica arquitectònica i urbanística a començament del Renaixement italià.

## El llibre
Els deu llibres del De re aedificatoria d'Alberti evoquen conscientment l'escriptura de Vitruvi, però adopten també una actitud crítica respecte al seu predecessor. En la seua argumentació, Alberti inclou una àmplia varietat de fonts literàries, com ara Plató i Aristòtil, i presenta una versió concisa de la sociologia de l'arquitectura. La primera part comprén els cinc llibres inicials, caracteritzats per un posicionament tècnic, racionalista i en què es palesa la influència de Plató, Aristòtil i Vitruvi. La segona part tracta de qüestions concernents a la bellesa, a l'ornament i a l'harmonia, els pressupostos d'utilitat i conveniència naturals dels quals confereixen significat a la virtut, a l'honra i a la glòria com a fonaments de la vida civil. Al contrari que el llibre de Vitruvi, el d'Alberti explica com les construccions s'han de realitzar. De re aedificatoria es divideix en deu llibres:
- Llibre Un: Delineaments
- Llibre Dos: Materials
- Llibre Tres: Construcció
- Llibre Quatre: Obres públiques
- Llibre Cinc: Obres particulars
- Llibre Sis: Ornament
- Llibre Set: Ornament d'edificis sagrats
- Llibre Vuit: Ornament d'edificis públics laics
- Llibre Nou: Ornament d'edificis particulars
- Llibre Deu: Restauració d'edificis

En l'obra d'Alberti, per al projecte de viles, apareixen directrius distribuïdes al llarg d'alguns llibres del tractat. Les primeres n'apareixen en el Llibre I, sobre els delineaments, quan fa orientacions generals que serveixen per a tota mena d'edificis, i divideix la construcció en sis parts: l'elecció de l'àrea, la determinació de l'àmbit, la compartimentació, el dibuix de les parets, la cobertura i les obertures. En el Llibre II Alberti parla sobre els materials, i n'aborda qüestions pràctiques, informació tecnològica, i fa consideracions sobre la percepció general sobre les obres bé o malament construïdes. En el Llibre III Alberti parla sobre la construcció, i en detalla les tècniques relacionades en cada etapa de la construcció d'edificis, i reprén recomanacions de Vitruvi, Plini el Vell i Marc Terenci Varró, entre altres autors antics. El Llibre IV es refereix a edificis per a fins universals, entre els quals és situa la ciutat. I en acabant, seguint la lògica del pensament tècnic proposat per als 5 primers volums, conclou amb el Llibre V, que parla sobre la ciutat i tracta de les obres particulars.
Després de parlar sobre el dibuix i la composició de la forma, l'elecció dels materials, mètodes i tipus de construcció, a partir del Llibre VI hi ha un gran canvi de direcció en l'obra, i fins al Llibre IX tracta del mèrit de l'elecció del llenguatge i dels ornaments. El Llibre VII explica l'ornamentació dels edificis sacres. En el Llibre VIII es debat l'ornamentació dels edificis públics laics. En la segona part, el Llibre IX conclou la teoria explicitada en els altres volums. En el Llibre X es parla de la restauració dels edificis, en part per la situació en què es trobava Roma, on vivia Leon Battista Alberti en aquest moment al servei de Nicolau V.
De Re Aedificatoria fou el tractat clàssic sobre arquitectura del segle XVI al XVIII.

## L'autor
Leon Battista Alberti, arquitecte, filòsof, escriptor i teòric renaixentista, nasqué a Gènova, al 1406 i va morir l'any 1472 a Roma, Itàlia. L'arquitecte aplicà els resultats adquirits en les seues investigacions i els seus coneixements teòrics en les seues obres, i emprà elements de les tradicions culturals i socials. Així, Alberti va aconseguir obtenir una modernitat unida a les especificitats locals. Les majors influències les va rebre de Vitruvi, Plató i Aristòtil.
La seua obra, publicada després de mort, fou considerada la primera obra escrita i impresa d'arquitectura.

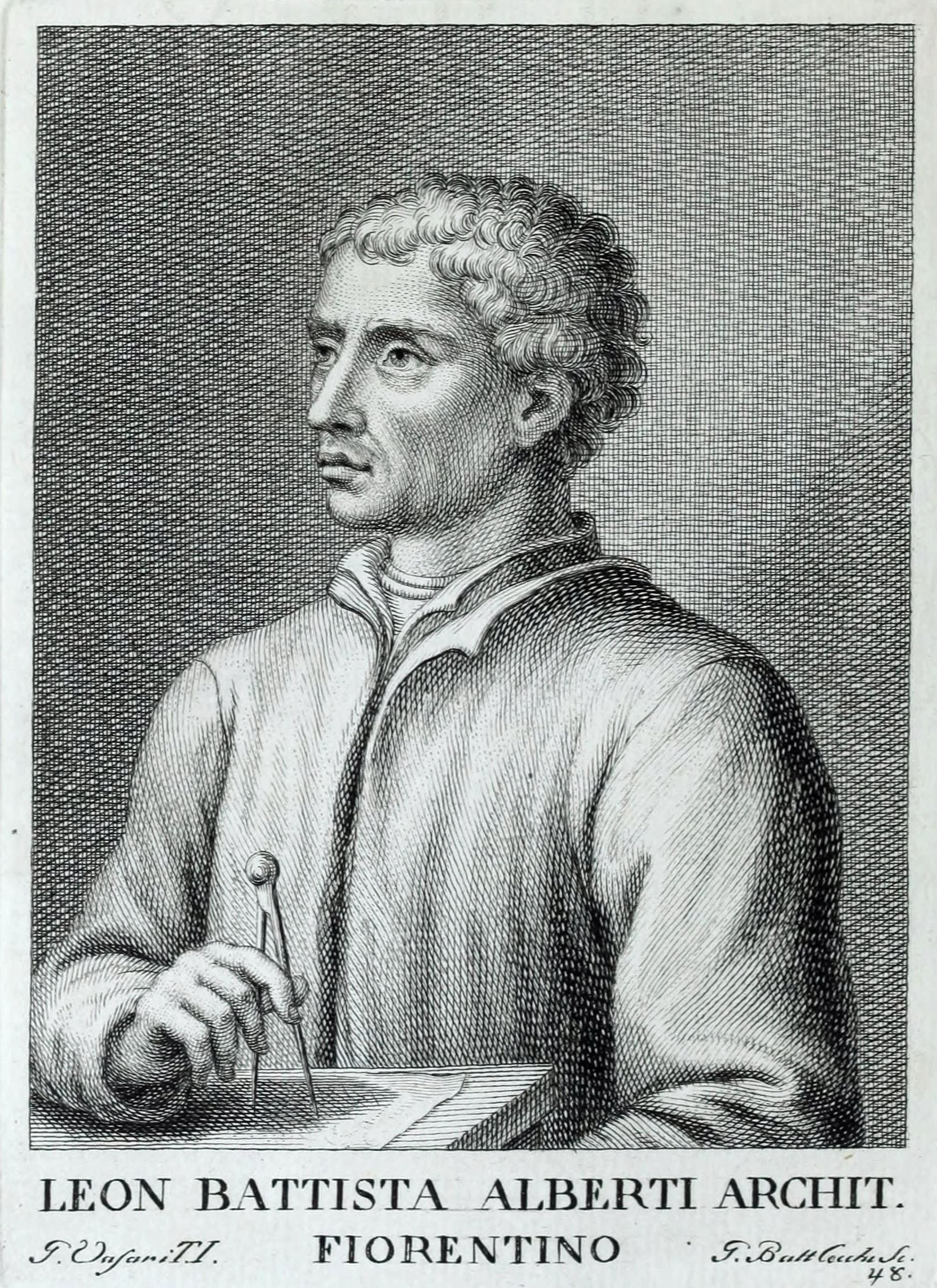
Retrat de Leon Battista Alberti, en l'edició del 1769-75 de la Sèrie dels més il·lustres de la pintura, escultura i arquitectura. Per Giovanni Battista Cecchi

Entre les seues obres més conegudes hi ha:
- Temple Malatestià (Catedral de Rímini)
- Església de Sant Sebastià (de Màntua)
- Basílica de Sant’Andrea (de Màntua)
- Torre de la campana de la Catedral de Ferrara
- Façana de la Basílica de Santa Maria Novella
- Façana del Palau Rucellai